# Hrvatska seljačka zadruga Ruma
Hrvatska seljačka zadruga iz Rume je bila zadružna, kulturna i prosvjetna ustanova hrvatskih seljaka. 
Osnovana je u Rumi 15. ožujka 1903. godine. Za prvog je predsjednika izabran Đura Benčić. Kapelan crkve Uzvišenja sv. Križa Mijo Mlađenović izabran je za potpredsjednika. Osnivanje je pomogla zagrebačka Poljobanka i rumski župnik dr Joso Paus. Župnik je župnu sesiju od 34 lanaca dai pod povoljnim uvjetima na obradu sedamnaestorici zadrugara. 4. listopada 1903. godine potpisan je ugovor o ustupanju župne sesije zadrugarima. Kad je potpisivan ugovor, župnik dr Paus upoznao je skupštinare da su neki rodobljubi osnovali Pučku čitaonicu. Shodno tome pitao je zadrugu za dopuštenje držanja knjiga u zadružnim prostorijama i za pokroviteljstvo nad Čitaonicom. Skupštinari su jednoglasno prihvatili župnikov prijedlog. 
Pučka je čitaonica sa svojim pokroviteljem Hrvatskom seljačkom zadrugom zajednički je djelovala na kulturno-ekonomskom prosvjećivanju i razvoju. 
10. listopada 1920. Hrvatska seljačka zadruga postala je zemljišna suvlasnica Hrvatskog doma u Rumi.